# Matt Skiba
Matthew Thomas Skiba (Chicago, 24 de fevereiro de 1976), geralmente referido apenas como Matt Skiba, é um cantor, guitarrista e compositor estadunidense, conhecido principalmente por ser membro e um dos frontmen das bandas Alkaline Trio e blink-182. Ele fundou o Alkaline Trio em 1996, e, em 2015, seria convidado por Mark Hoppus e Travis Barker para substituir o fundador Tom DeLonge no blink-182. No entanto, criou diversos projetos paralelos, como theHELL, Heavens e Matt Skiba and The Sekrets..

## Vida Pessoal
Matt Skiba nasceu na cidade de Chicago estado de Illinois, e aos 3 anos de idade, mudou-se para cidade de McHenry. Por muitos anos, frequentou pubs da cidade, especialmente o (The Metro). Atualmente, ele vive em Los Angeles, California.
Desde cedo ele aprendeu a tocar piano e bateria, por influência de sua família. Skiba trabalhou por boa parte de sua juventude como mensageiro, andando de bicicleta, até que em 1996, resolveu trocar de instrumento indo para guitarra, quando sua vida mudaria. Antes do sucesso na cena punk, tocou em bandas como Blunt, Jerkwater e The Traitors.
Sua mãe, Joan Skiba, é professora de quarto e quinto ano na Woods Creek Elementary School, em Crystal Lake, Illinois, seu pai, Thomas Skiba, é cirurgião oral, também em Crystal Lake. Matt ainda tem duas irmãs gêmeas.
Em 2005, Skiba se casou com a atriz Monica Parker, de quem se divorciaria em 2009.
Ele tem amizades de destaque a longo termo com Toby Morse, vocalista da banda H2O, e com a atriz Asia Argento. Além disso, é padrinho de casamento de Fat Mike, do NOFX.
Matt Skiba é vegano e pratica meditação transcendental, o que, segundo ele, o mantém calmo e ajuda muito no processo criativo - inicialmente ele acreditava que sua "alma torturada" era mais benéfica. Esse pensamento mudou ao ler o livro Catching The Big Fish, de David Lynch. Matt Skiba é frequentemente associado ao satanismo de LaVey e a práticas de ocultismo e bruxaria. O mesmo já afirmou que fala sobre essas práticas apenas para zombar de quem fica assustado, e que não acredita em religiões em geral.
Skiba é fã da banda The Cure, Damned, David Lynch, Green Day e Nirvana.[carece de fontes?]

## Vida Musical

### Alkaline Trio
Skiba trabalhava como entregador e estudava design na Chicago's Columbia College, mas, em 1996, saiu para formar o Alkaline Trio com o baterista Glenn Porter e o baixista Rob Doran.
Durante a gravação de seu primeiro EP, For Your Lungs Only, Doran deixou o grupo, quando o atual baixista, Dan Andriano, uniu-se à banda. Seu primeiro álbum completo foi Goddamnit, pela Asian Man Records, em 1998, seguido do Maybe I'll Catch Fire (2000), mesmo ano em que lançaram a complicação Alkaline Trio. Então, Porter saiud a banda, dando lugar ao baterista da Smoking Popes, Mike Felumlee.
Em 2001, From Here To Infirmary foi lançado pela Vagrant Records, e, no ano seguinte, um EP junto à Hot Water Music foi lançado. Em 2003, saiu o álbum Good Mourning - o primeiro com Derek Grant, anteriormente baterista da Suicide Machines. Durante a gravação desse álbum, Skiba teve problemas com doença do refluxo por causa de sua dieta, ausência de aquecimento focal e problemas com álcool e drogas.
Após uma cirurgia na garganta, a banda gravou e lançou Crimson, em 2005, e a compilação Remains, em 2007. Agony & Irony foi seu primeiro álbum pela Epic Records, em 2008. Para o disco de 2010, This Addiction, a banda lançou seu próprio selo, em parceria com a Epitaph Records, que também lançou o álbum acústico Damnesia em 2011, na comemoração dos 15 anos da banda. Seu oitavo álbum é My Shame Is True, lançado em 2013.
Em 2014, a banda realizou a turnê "Past Live", na qual tocaram e gravaram ao vivo seus oito álbuns de estúdio já lançados. As gravações seriam lançadas em 2018, mesmo ano em que o nono álbum, Is This Thing Cursed?, foi dado à luz.[carece de fontes?]

### blink-182
Matt foi convidado a se unir ao blink-182 em 2015, após a saída do guitarrista e vocalista fundador, Tom DeLonge. Inicialmente, ele iria tocar apenas o show no festival Musink de 2015. No entanto, a banda adicionou dois shows como preparação anteriormente. Como a recepção do público e a sintonia da banda foram muito positivas, eles decidiram entrar em estúdio. Em 2016, sairia o disco California, que alcançou a primeira colocação no Top 200 da Billboard, e foi o primeiro álbum da banda a ser indicado ao Grammy. O disco ganhou uma versão Deluxe em 2017.
Em 2019, saiu NINE, considerado por Mark Hoppus como o nono álbum de estúdio da banda, e segundo com participação de Matt Skiba. Sua recepção pelo público foi controversa por causa dos singles e clipes lançados inicialmente. As maioria das faixas lançadas por último, no entanto, foi amada pelos fãs.
Em 2022 foi anunciado a saída de Skiba do Blink-182 para a volta de Tom Delonge a banda.

## Discografia

### Com Alkaline Trio
- Goddamnit (1998)
- Maybe I'll Catch Fire (2000)
- From Here To Infirmary (2001)
- Good Mourning (2003)
- Crimson (2005)
- Agony & Irony (2008)
- This Addiction (2010)
- My Shame Is True (2013)
- Is This Thing Cursed? (2018)[15]

### Com blink-182
- California (2016)
- NINE (2019)[16]

### Com The Sekrets
- Babylon (2012)
- Kutz (2015)[17]

### Com Heavens
- Patent Pending (2006)[18]

### Com theHell
- Sauves Les Requines (2012)
- Southern Medicine (2013)[19]